# Pedro Geoffroy Rivas
Pedro Geoffroy Rivas (* 16. September 1908 in Santa Ana; † 10. November 1979 in San Salvador) war ein salvadorianischer Journalist, Lyriker, Anthropologe und Linguist.
Der einer Kaffeeplantagenbesitzerfamilie entstammende Geoffroy begann in San Salvador ein Medizinstudium. 1931 ging er nach Guatemala und von dort nach Mexiko, wo er an der Universidad Nacional Autónoma bis 1937 Jura (der Titel seiner Diplomarbeit war Teoría marxista del Estado), danach Anthropologie und Linguistik studierte, wobei sein besonderes Interesse den indigenen mittelamerikanischen Sprachen galt.
Gemeinsam mit einigen Journalisten und Autoren gründete er 1941 in El Salvador die Zeitschrift La Tribuna. Nach dem Sturz des Diktators Maximiliano Hernández Martínez veröffentlichte er eine Reihe von Beiträgen in der Tribuna, in deren Folge er nach der Machtübernahme von Osmín Aguirre y Salinas ins Exil gehen musste und zunächst in Guatemala, dann bis 1957 in Mexiko lebte.
Nach dieser Zeit konzentrierte er sich auf seine anthropologischen und linguistischen Interessen. Er unterrichtete an der Universidad de El Salvador und der Universidad Centroamericana und schrieb Beiträge für Lexika über die Sprache Nawat der Pipilen in El Salvador. Mit Werken wie Yulculcat (1965) und Los nietos del jaguar (1977) übernahm er Elemente der indigenen Poetik der vorhispanischen Zeit in sein Werk auf. Er wurde zum Mitglied der Academia Salvadoreña de la Lengua gewählt und 1977 mit dem Premio Nacional de Cultura ausgezeichnet.

## Werke
- La búsqueda. Diario de Santa Ana (1927)
- Canciones en el viento (1933)
- Rumbo (1935)
- Para cantar mañana (1935)
- Patría, poesía (1944)
- Esperanza geografía del dolor (1946)
- Sin Muerte ya (1947)
- Trenos del exiliado (1949)
- Juan pueblo vuelve a cantar (1950)
- Tercera canción sin sombra (1956)
- Copias a Juan sin patria (1956)
- Cartas sin fechas para tí (1957)
- Aquino (1959)
- Solo amor (Anthologie, 1963)
- Yulcuicat (1965)
- Elegía rota (1969)
- Este dolor inmenso (1976)
- Los nietos del jaguar (1977)
- La lengua del nahuat (1977)
- Vida, pasión y muerte del antihombre (1978)